# シアターD
シアターD（しあたーでぃー）は、東京都渋谷区にあったお笑いライブ専門の劇場である。1995年から2006年まではセンター街。以降は公園通り沿いに立地。管理はいずれもニュースタッフエージェンシー。
シアターDの「D」は支配人である矢野康弘の父親が経営していた渋谷道頓堀劇場の道頓堀の頭文字に由来する。

## 概要

### センター街時代
1995年1月、東京都渋谷区宇田川町32-7 チトセビルの5Fにオープン。お笑い芸人を抱えるニュースタッフプロダクションの系列企業、ニュースタッフエージェンシーの常設劇場であるが、所属を問わず貸し出しており、爆笑問題やネプチューン、バナナマン、ラーメンズ、おぎやはぎ、バカリズム、東京03など数々の芸人が舞台を踏んだ。1998年、吉本興業運営の渋谷公園通り劇場が閉館すると、同劇場主催ライブ「渋谷新人計画」が2006年のヨシモト∞ホール開館まで行われた。当時は365日の運営を掲げ、小演劇劇団による公演も行われており、移転後も1日～2日間の公演は実施した。
ビルの取り壊しを理由に2006年5月7日をもって閉館。同日24時からクロージングトークライブ「10年間ありがとう!そしてこれからもよろしくライブ」を開催した。

### 公園通り時代

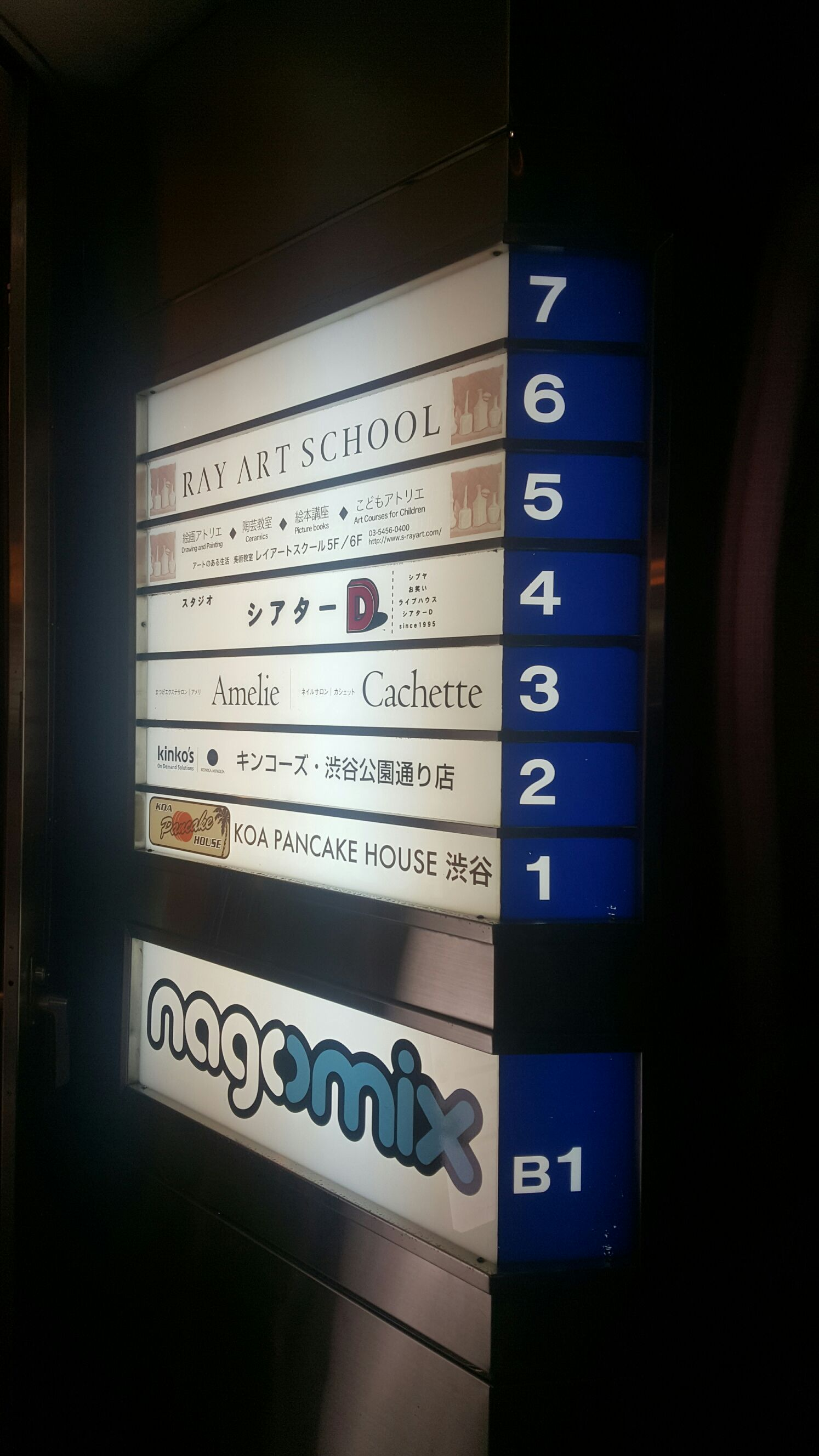
シアターD

2006年5月15日、東京都渋谷区神南1-15-8 ひきだしのような家の4Fに移転し再オープン。「次のスターを発掘できるライブハウス」のコンセプトはそのままに、ヨシモト∞ホール開館以後も、よしもとは定期ライブ「出張MUGE∞NETA彩」を主催。トゥインクル・コーポレーション、太田プロダクションも主催ライブを定期的に開き、「M-1グランプリ」や「R-1ぐらんぷり」などの予選会場にもなった。
2016年10月5日、「劇場をこの場所で継続していくことが物理的に難しくなり、苦渋の決断」として2016年秋の閉館がアナウンスされた。
2016年11月20日のトークライブ「The History Talk ～最終夜～」を持ち閉館。

## アクセス
- 渋谷駅ハチ公口から徒歩9分